# 천국에 있는 것처럼
천국에 있는 것처럼(Sa som i himmelen, As It Is In Heaven)은 덴마크에서 제작된 케이 폴락 감독의 2004년 드라마 영화이다. 미카엘 니크비스트 등이 주연으로 출연하였다.

## 출연

### 주연
- 미카엘 니크비스트
- 프리다 홀그렌

### 조연
- 아셀레 아셀
- 베레나 부라티
- 니클라스 폴크

## 제작진
- Ass-PD: 피터 포슨